# 흡광

전자기파 흡광의 개요도.

흡광(吸收, absorption)은 물질이 빛을 흡수하는 현상이다. 물리학에서 전자기파의 흡광은 일반적으로 원자의 전자와 같이 광자의 에너지가 물질에 의해 흡수되는 것을 말한다. 그러므로 전자기 에너지는 이를테면 열에너지처럼 흡수체의 내부 에너지로 변환된다.
전자기 방사선 흡수의 주목할만한 효과는 방사선 감쇠이다. 감쇠는 매질을 통해 전파될 때 광파의 강도가 점진적으로 감소하는 것이다.
파동의 흡수는 일반적으로 강도(선형 흡수)에 따라 달라지지 않지만 특정 조건(광학)에서는 파동 강도의 함수에 따라 달라지는 요인에 따라 매질의 투명도가 변하고 포화 흡수(또는 비선형 흡수)가 발생한다.

## 같이 보기
- 광전 효과
- 광전자 공학
- 광합성
- 자외선 가시광선 분광법
- 태양 전지
- 반사율
- 스펙트럼선
- 흡수분광학